# 吉尾站
吉尾站（日语：／ Yoshio eki */?）是位於熊本縣葦北郡蘆北町大字吉尾，屬於九州旅客鐵道（JR九州）肥薩線上的車站。

## 車站構造
本站為岸式月台1面1線的車站，且沒有設置站房，沿山壁鑿建的月台上設有候車室。建築類型與海路站極為類似。

## 車站周邊
月台前就可看到球磨川寬廣的河面，聚落則沿著南側的吉尾川分布。
位於肥薩線鐵橋下的熊本縣道272號球磨田浦線上，產交巴士在此設有和田口公車站。
- 球磨川
- 吉尾川
- 吉尾小學
- 蘆北町公所吉尾派出所
- 吉尾溫泉 - 別名「鶴之湯」
- 國道219號- 位於對岸，但附近並沒有跨越球磨川的橋梁。
- 熊本縣道272號球磨田浦線

## 历史
- 1952年（昭和27年）6月1日 - 設立。
- 1987年（昭和62年）4月1日 - 國鐵分割民營化後成為九州旅客鐵道（JR九州）轄下的車站。

## 相鄰車站
九州旅客鐵道
肥薩線
■快速
通過
■普通
海路－吉尾－白石

## 外部連結
- JR九州 － 吉尾車站 （页面存档备份，存于）（日語）

## 關連項目
- 日本鐵路車站列表